# Rebel MC
Michael West (nacido el 27 de agosto de 1965 en Londres), más conocido por sus alias Conquering Lion, Congo Natty, Rebel MC, Blackstar, Tribe Of Issachar, X Project o Ras Project es un productor y toaster de jungle. "Conquering Lion" es una abreviatura de "The Conquering Lion of the Tribe of Judah", uno de los múltiples títulos que utilizó Haile Selassie de Etiopía. 

## Biografía
A comienzos de la década de los 80, West formó el grupo Double Trouble junto a Michael Menson (ya fallecido), Karl Brown (más conocido en la escena UK Garage como DJ Karl 'Tuff Enuff' Brown) y Leigh Guest. Desde sus inicios, West aparecía bajo el nombre Rebel MC como MC del grupo. Entre sus mayores éxitos están el sencillo "Just Keep Rockin", publicado en el sello Desire en 1989, al que siguió el éxito ska pop "Street Tuff". En esta época, West no tenía buena consideración dentro de la comunidad hip hop inglesa, que desconfiaba de los grandes éxitos de ventas así como del aire pop de los primeros discos de West. La publicación de su primer disco, Rebel Music (Desire, 1990), no sirvió para cambiar esta percepción.
Esto iba a cambiar pronto. A comienzos de los años 90 West aprovechó su éxito pop para grabar su segundo álbum. Black Meaning Good (Desire, 1991), publicado bajo el nombre Rebel MC como sus anteriores trabajos, supuso un cambio de estilo radical, en el que se fusionaban sus influencias pop-rap con reggae, hip hop y el sonido de la embrionaria escena jungle. El álbum contaba con colaboraciones ragga significativas, como las de Barrington Levy, Tenor Fly y Dennis Brown cantando y haciendo toasting sobre los ritmos de reggae-techno de West. Este disco es uno de los pioneros del jungle al fusionar hardcore techno con líneas de bajo típicamente dub.
Tras crear el sello Tribal Bass, Rebel MC publicó 'Tribal Bass' (1992), su último hit en las listas de éxitos, y los discos de Demon Boyz "Dett" (1992) y "Jungle-ist" (1993). Pasó a gestionar y utilizar el sello X Project, en el que sacó el sencillo 'Old School Ting' (1993). Como Conquering Lion y junto a DJ Ron y Jumping Jack Frost publicó 'Lion of Judah/Innah Sound/Dub Plate Special' (1993) y 'Code Red/Phenomenon' (1994). En estos discos Rebel MC desarrolla el ragga jungle, subgénero del drum and bass.
Tribal Bass mutó gradualmente en Congo Natty, y el mismo West llegó a publicar bajo este nuevo nombre antes de establecerse como Conquering Lion. De todos modos, West ha seguido sacando material con su primer alias, Rebel MC, entre el que se encuentran singles como 'Junglist' (Congo Natty, 2004) o el álbum de grandes éxitos Born Again (Congo Natty, 2005).

## Discografía
Álbumes
- Rebel Music (Desire, 1990)
- Black Meaning Good (Desire, 1991)
- Word Sound and Power (Big Life, 1991)
- Born Again (Congo Natty, 2005)